# 間寺司
間寺 司（までら つかさ）は日本の男性声優。主にアダルトゲームに声をあてている。

## 出演作品

### アダルトゲーム
2002年
- 初恋（二木竜也）

2003年
- 永遠のアセリア（碧光陰[1]）
- Clover Heart's（榊賢治[2]）
- 緋の月（神崎[3]）
- CROSS†CHANNEL（新川豊[4]）
- セイクリッド・プルーム（カート[5]）
- Orange Pocket（奥村華山）

2004年
- 友達以上恋人未満（宇佐見昭彦）
- 3days 〜満ちてゆく刻の彼方で〜（黒衣の男[6]、ヴァルター）
- こすぷれ☆ティーパーティー（西川政行[7]）
- Reverse desire〜裏返る欲望〜（村山秀士）
- 永遠のアセリア EXPANSION -The Spirit of Eternity Sword-（碧光陰）

2005年
- つよきす（鮫氷新一[8]）
- 修業旅行〜古都迷走地図〜（千家智成[9]）

2006年
- Chanter. -キミの歌がとどいたら-（新堂幸司[10]）
- おしえて Re:メイド（西園寺小次郎太[11]、鉄人軒のオヤジ）
- 君と恋して結ばれて（荻野陽輔）
- 純恋〜JUNREN〜（土方大地[12]）
- スピたん（碧光陰[13]）
- みにきす 〜つよきすファンディスク〜（鮫氷新一[14]）

2007年
- いつか、届く、あの空に。（申子菊乃丸）

2008年
- つよきす2学期（鮫氷新一[15]、鉢巻先生[16]）

2011年
- つよきす3学期（鮫氷新一[17]、鉢巻先生[18]）
- つよきす Full Edition（鮫氷新一[19]）

### コンシューマー
- Chanter〜キミの歌がとどいたら＃〜（2007年、新堂幸司[20]）
- いつか、届く、あの空に。 〜陽の道と緋の昏と〜（2007年、甲子菊乃丸[21]）
- つよきす 〜Mighty Heart〜（鮫氷新一[22]）
- つよきす2学期 −Swift Love−（鮫氷新一[23]、鉢巻先生[24]）
- つよきす2学期 Portable（鮫氷新一[25]、鉢巻先生[26]）

### ドラマCD
- つよきす（鮫氷新一）